# Tringa stagnatilis

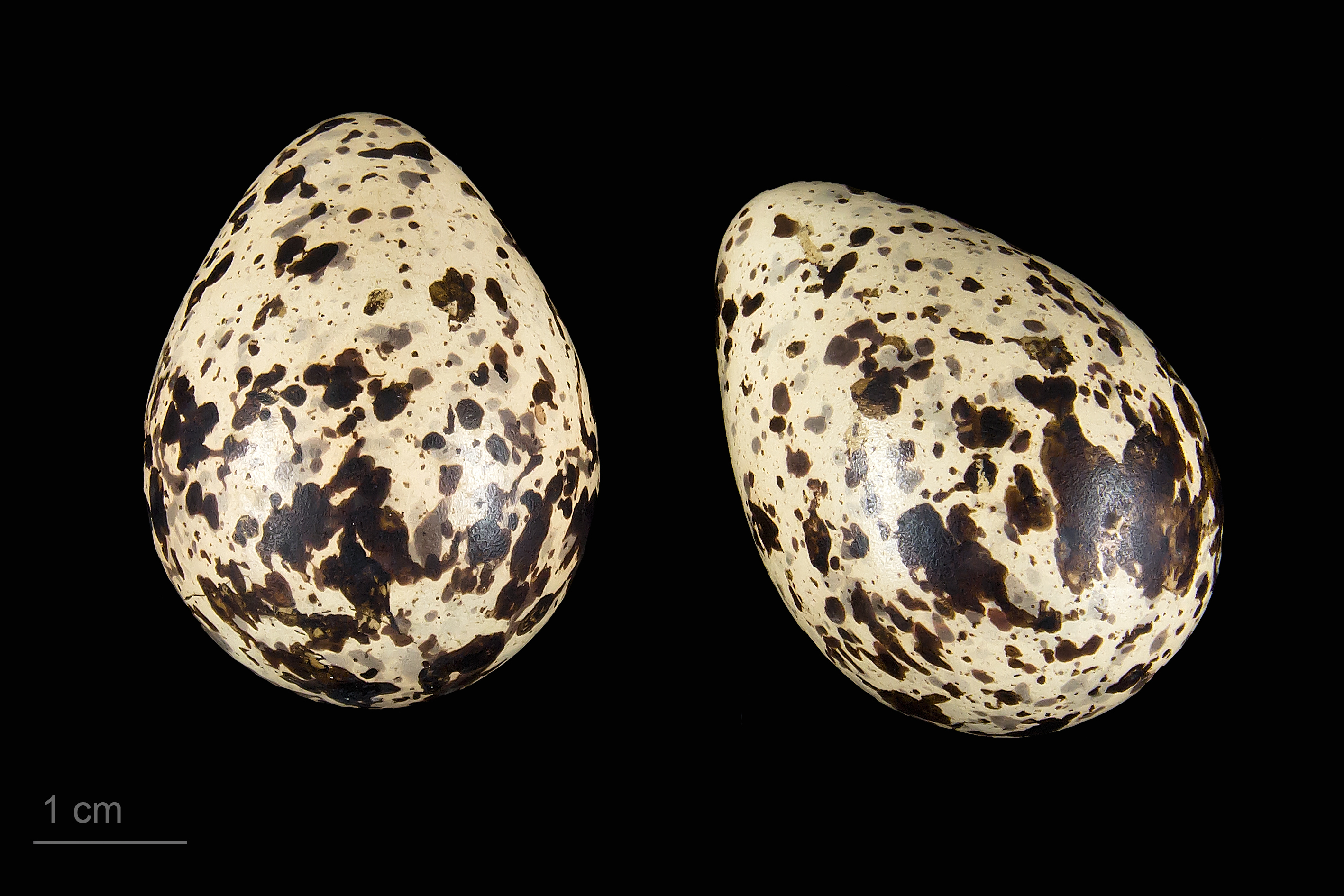
Tringa stagnatilis - MHNT

El Archibebe fino o Tringa stagnatilis es un pájaro limícola. Es una tringa bastante pequeña y habita en las estepas herbáceas abiertas y en las tierras húmedas de la taiga del extremo este de Europa y Asia Central.

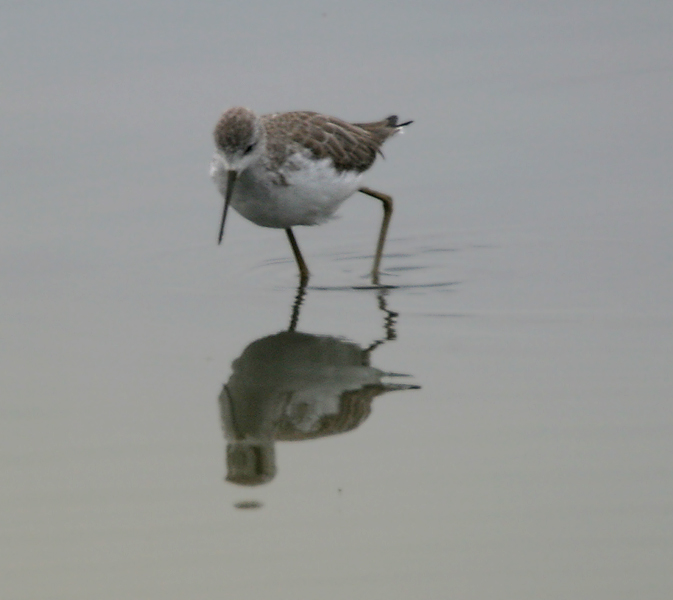
Un Archibebe fino en Hyderabad, India.

Se parece al Archibebe claro pero es más pequeño y delgado, con un pico largo y fino y patas largas amarillentas. Al igual que el Archibebe claro, su plumaje es de un color pardo grisáceo durante la estación de cría, más pálido en invierno y tiene una franja clara en la espalda que es visible durante el vuelo. Sin embargo, se encuentra más estrechamente emparentado con el Archibebe común y el Andarríos bastardo (Pereira & Baker, 2005). Juntos, forman un grupo de pequeñas tringas que tienen patas rojizas o amarillentas, su plumaje de cría es más oscuro con un diseño de pequeñas motas marrones en el pecho y el cuello.
Es una especie migratoria, y la mayoría de los ejemplares pasan el invierno en África y la India, y unos pocos llegan hasta el sudeste asiático y Australia. Prefieren pasar el invierno en terrenos húmedos y frescos como pantanos y lagos y normalmente se mueven solos o en grupos pequeños.
Se dedican a recorrer aguas poco profundas o el limo húmedo buscando insectos y pequeños invertebrados, que constituyen la base de su alimentación.
El Archibebe fino es una de las especies a las que se aplica el Acuerdo de Conservación de Pájaros Acuáticos Migratorios de África y Eurasia.

## Galería con diversos tipos de plumaje
- Wikimedia Commons alberga una categoría multimedia sobre Tringa stagnatilis.
- Wikispecies tiene un artículo sobre Tringa stagnatilis.

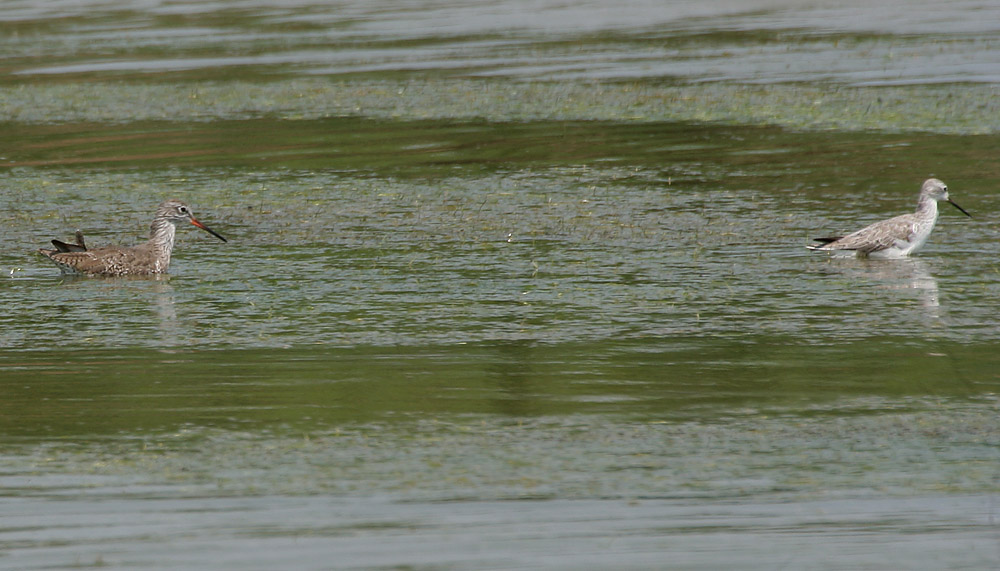
Archibebe común Tringa totanus con Archibebe fino Tringa stagnatilis en el Krishna Wildlife Sanctuary, Andhra Pradesh, India.
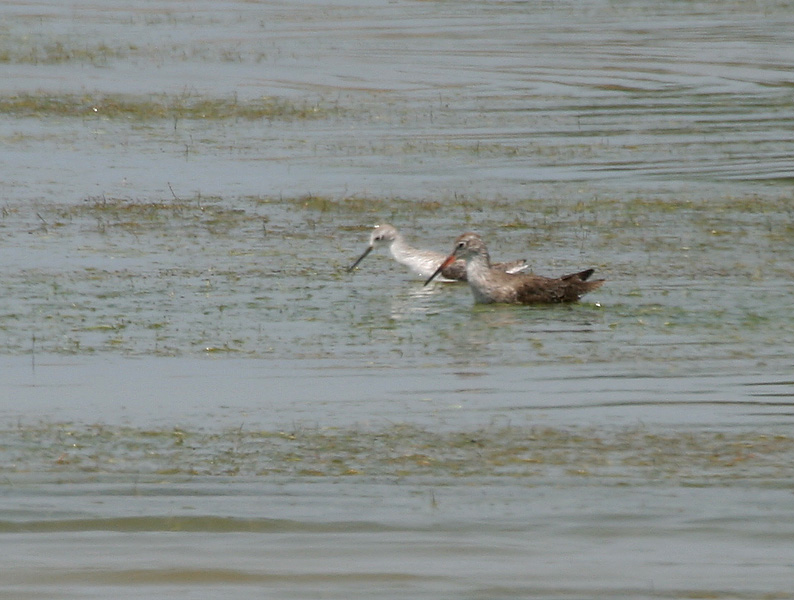
Archibebe común Tringa totanus con Archibebe fino Tringa stagnatilis en el Krishna Wildlife Sanctuary, Andhra Pradesh, India.
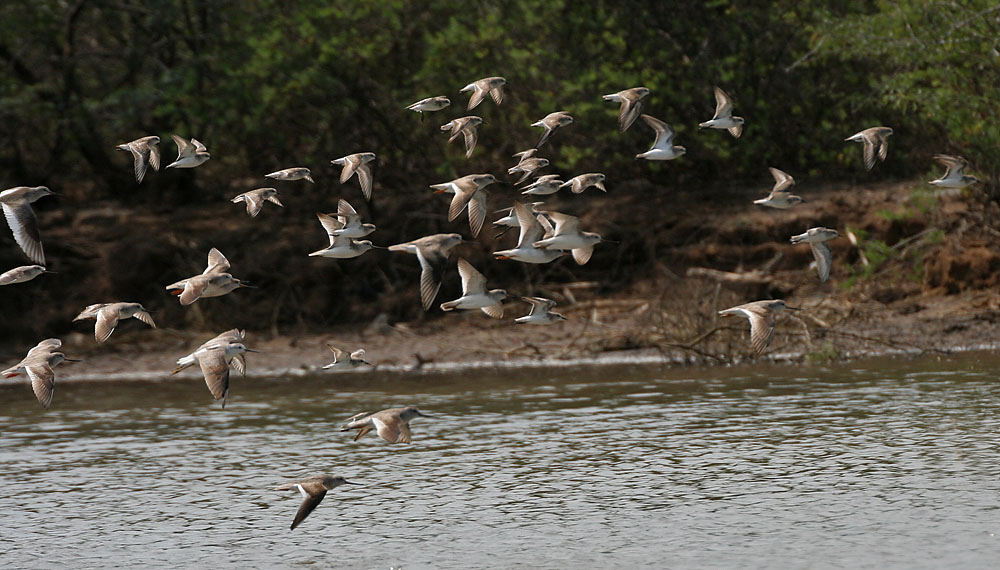
Andarríos del Terek Xenus cinereus, Correlimos chico Calidris minuta y Archibebe fino Tringa stagnatilis en el Krishna Wildlife Sanctuary, Andhra Pradesh, India.
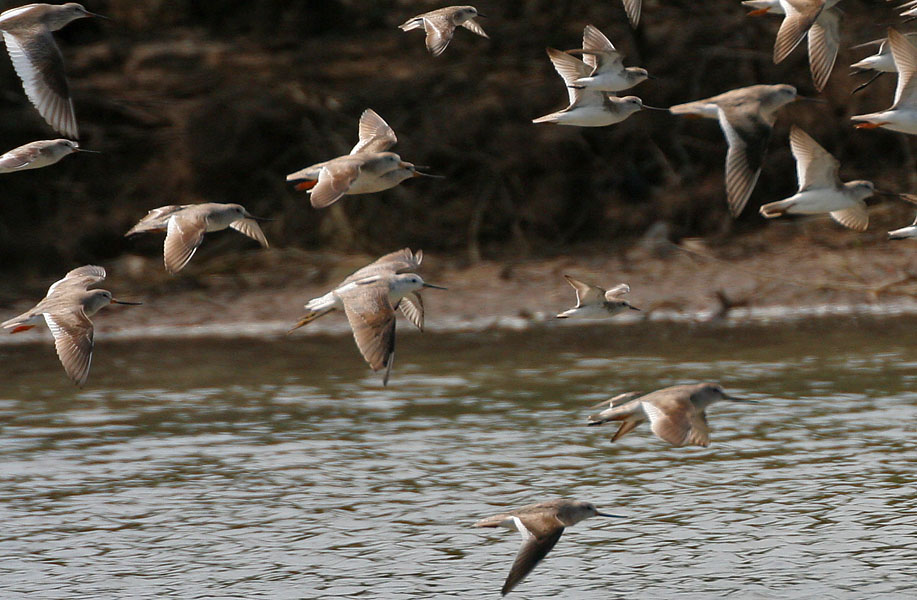
Andarríos del Terek Xenus cinereus, Correlimos chico Calidris minuta y Archibebe fino Tringa stagnatilis en el Krishna Wildlife Sanctuary, Andhra Pradesh, India.
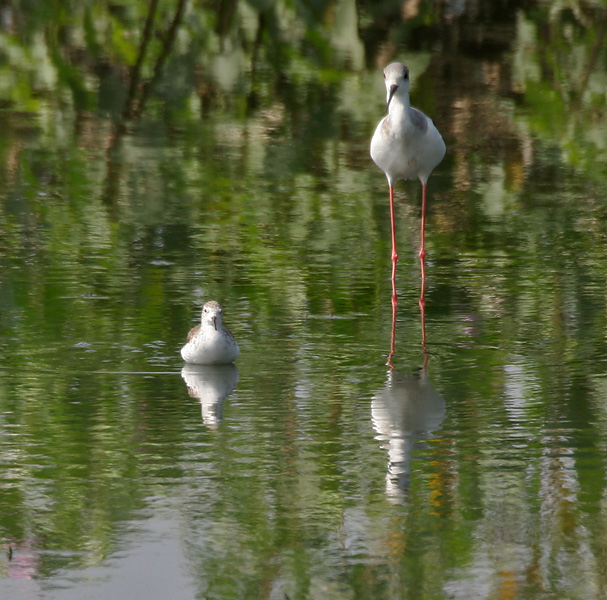
Archibebe fino y Cigüeñuela Himantopus himantopus en Hyderabad, India.
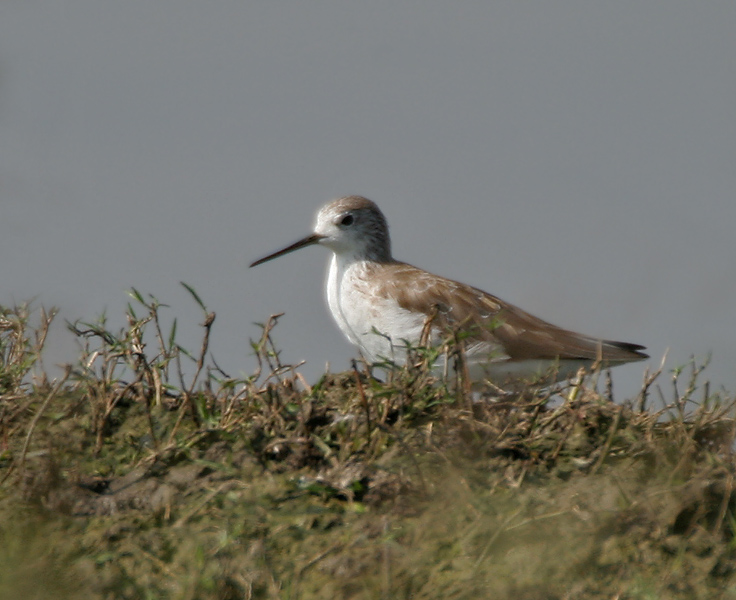
Archibebe fino en Hyderabad, India.

- Datos: Q28355
- Multimedia: Tringa stagnatilis / Q28355
- Especies: Tringa stagnatilis